# کومبن دو ولسوره
کومبن دو ولسوره (به لاتین: Combin de Valsorey) یک کوه در سوئیس است که در کانتون وله واقع شده‌است. کومبن دو ولسوره ۴٬۱۸۴ متر بالاتر از سطح دریا واقع شده‌است.